# Tapping The Vein
Tapping the Vein es el quinto álbum del power trio alemán de thrash metal Sodom. Tapping The Vein es considerado por muchos fanes como el trabajo más pesado de Sodom, pues presenta un sonido más cercano al death metal, es el último álbum con el baterista original Chris Witchhunter.

## Lista de temas
1. "Body Parts" – 3:02
2. "Skinned Alive" – 2:27
3. "One Step over the Line" – 5:07
4. "Deadline" – 3:52
5. "Bullet in the Head" – 3:01
6. "The Crippler" – 4:10
7. "Wachturm (Watchtower)" – 3:47
8. "Tapping the Vein" – 5:11
9. "Back to War" – 3:14
10. "Hunting Season" – 4:28
11. "Reincarnation" – 7:49

## Créditos
- Tom Angelripper - Bajista, vocalista
- Andy Brings - Guitarrista
- Chris Witchhunter - Baterista

- Datos: Q2527803